# Llavallol
Llavallol, llamada vulgarmente Lavallol, es una localidad situada en el sudoeste del partido de Lomas de Zamora, en la zona sur del Gran Buenos Aires, en la provincia de Buenos Aires, República Argentina. Según el censo de 2010, tiene una población de 44.010 habitantes.
Hasta 1890, por un error en la documentación de Felipe Llavallol, tanto la estación como la localidad llevaron el nombre de Lavallol.
La localidad limita con las ciudades de Temperley, Turdera, Adrogué, Luis Guillón, Lomas de Zamora, y con Malvinas Argentinas.
Posee numerosas industrias (la primera fábrica de cerveza de Argentina funcionó en la ciudad, luego de establecerse inicialmente en el barrio de Retiro, de la Ciudad de Buenos Aires) y una importante estación ferroviaria de pasajeros y cargas (Estación Llavallol), con espacio para maniobras y talleres para los trenes eléctricos de la Línea General Roca, actualmente operada por la empresa estatal Ferrocarriles Argentinos.

## Historia

### Los comienzos y Santa Catalina

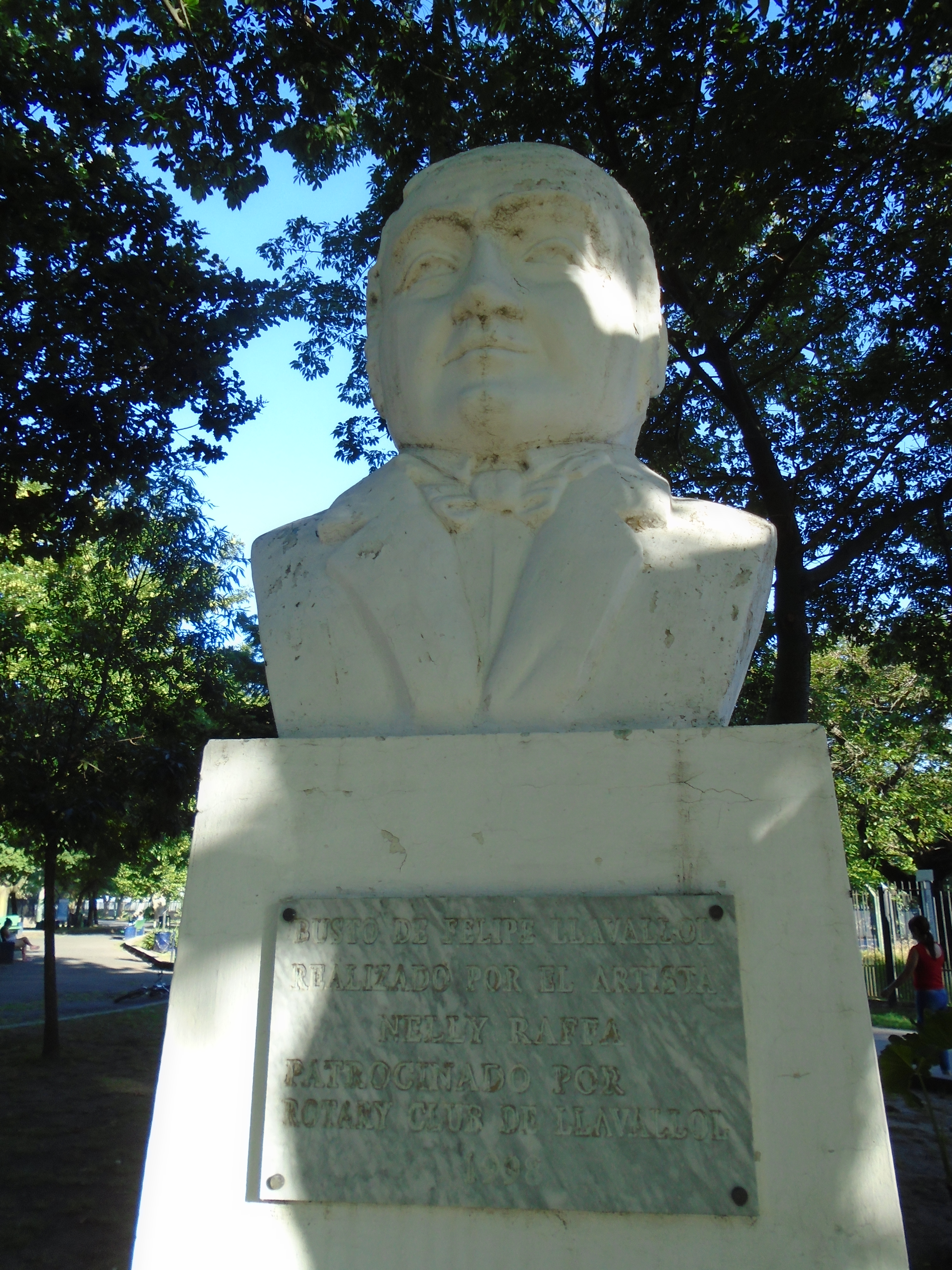
Busto en homenaje a Felipe Llavallol, gobernador de la provincia de Buenos Aires que dio origen al nombre de la localidad.

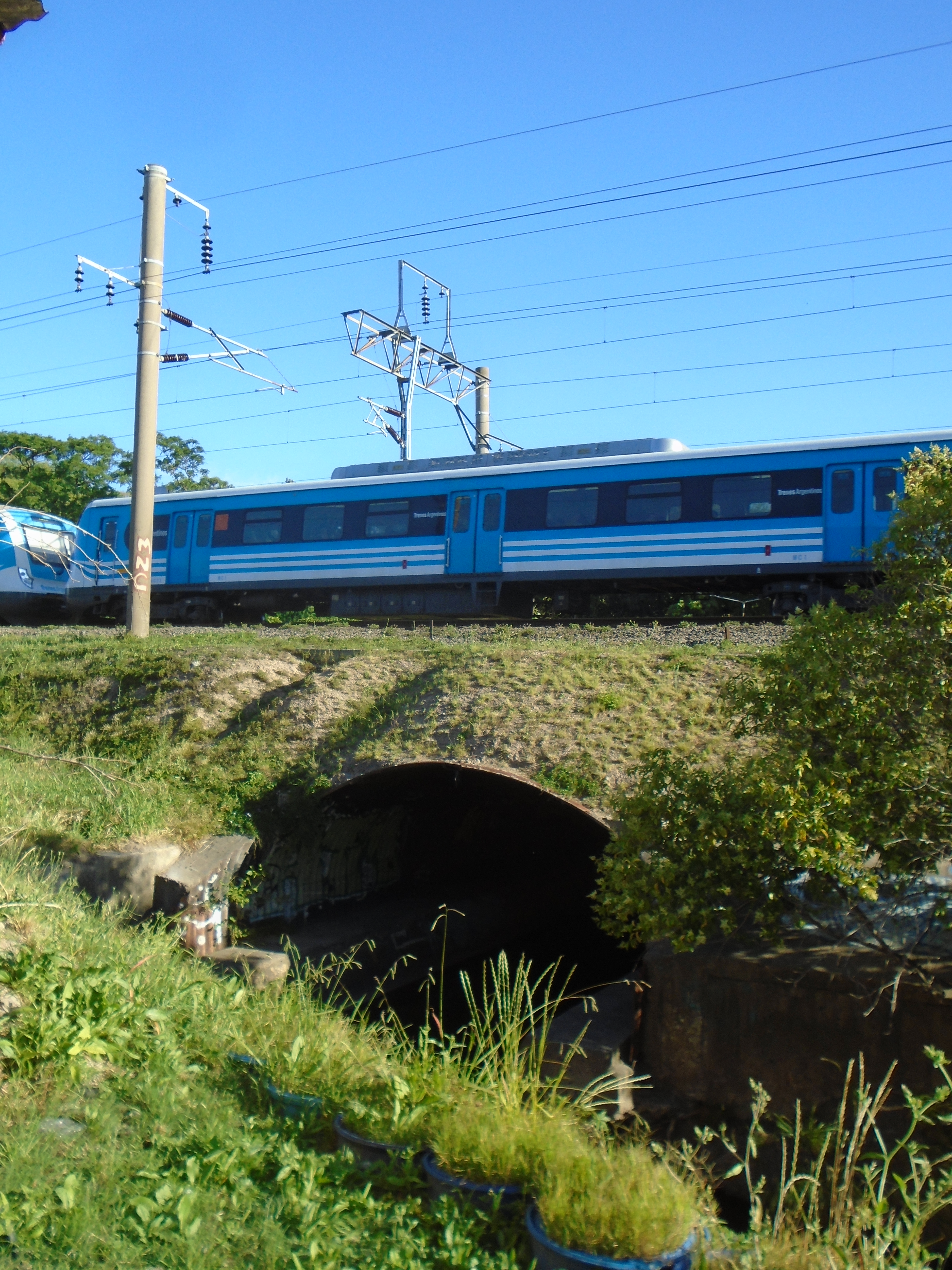
Formación del Ferrocarril Roca, con destino a Ezeiza, cruzando el arroyo del Rey (Llavallol).

En esta zona se asentaban hacia el siglo XVI los originarios querandíes. Era una región ideal por la existencia de todos los elementos naturales necesarios para la vida: vegetación exuberante, ríos, arroyos, una gran laguna, pesca, animales que aseguraban una alimentación variada, clima ideal, lomadas hasta el horizonte.
En el año 1580, el militar español Juan de Garay refunda la aldea de Buenos Aires y realiza un ataque contra todos los grupos existentes en la zona, liderados por Telomian, el último cacique de los querandíes. El enfrentamiento ―que se llevó a cabo en la parte superior del curso del río Matanza-Riachuelo― resultó ser una matanza de aborígenes, que dio nombre al Río de la Matanza (actual río Matanza).
En 1585 se repartieron las tierras, ejecución a cargo de Juan Torres de Vera y Aragón, y los límites fueron establecidos tomando como referencia los arroyos, lomas, ríos y todo elemento natural que se pudiese utilizar como tal. Esta zona correspondió al andaluz Pedro López de Tarifa, a quien se le adjudicaron tierras con frente al río de la Matanza de media legua de ancho por dos leguas de largo. Casado con Antonia de Humanes y Molina, se puede decir que ha sido el primer habitante europeo de esta región.
Hacia 1603-1605, Francisco García Romero, casado con Mariana González de Santa Cruz, compra las tierras de Pedro López de Tarifa, y a su vez incrementa el patrimonio con la adquisición de otras tierras y da lugar a la creación de la estancia El Cabezuelo, dedicada a la cría de ganado y cuya extensión era de 370 km², siendo el mayor establecimiento del siglo en su tipo.
En 1721, a la muerte de las nietas de García Romero, la estancia se subdivide y se subasta. El capitán Gaspar de Avellaneda adquiere lo que es hoy Llavallol, incluyendo las tierras de lo que es actualmente Santa Catalina, nombre impuesto por el capitán Avellaneda en honor a santa Catalina de Siena.
El resto de las tierras fueron adquiridas por Pedro de Espinoza, quien en 1737 las vende a Juan de Zamora. El lugar dejó de llamarse El Cabezuelo para pasar a ser «las lomas de Zamora».

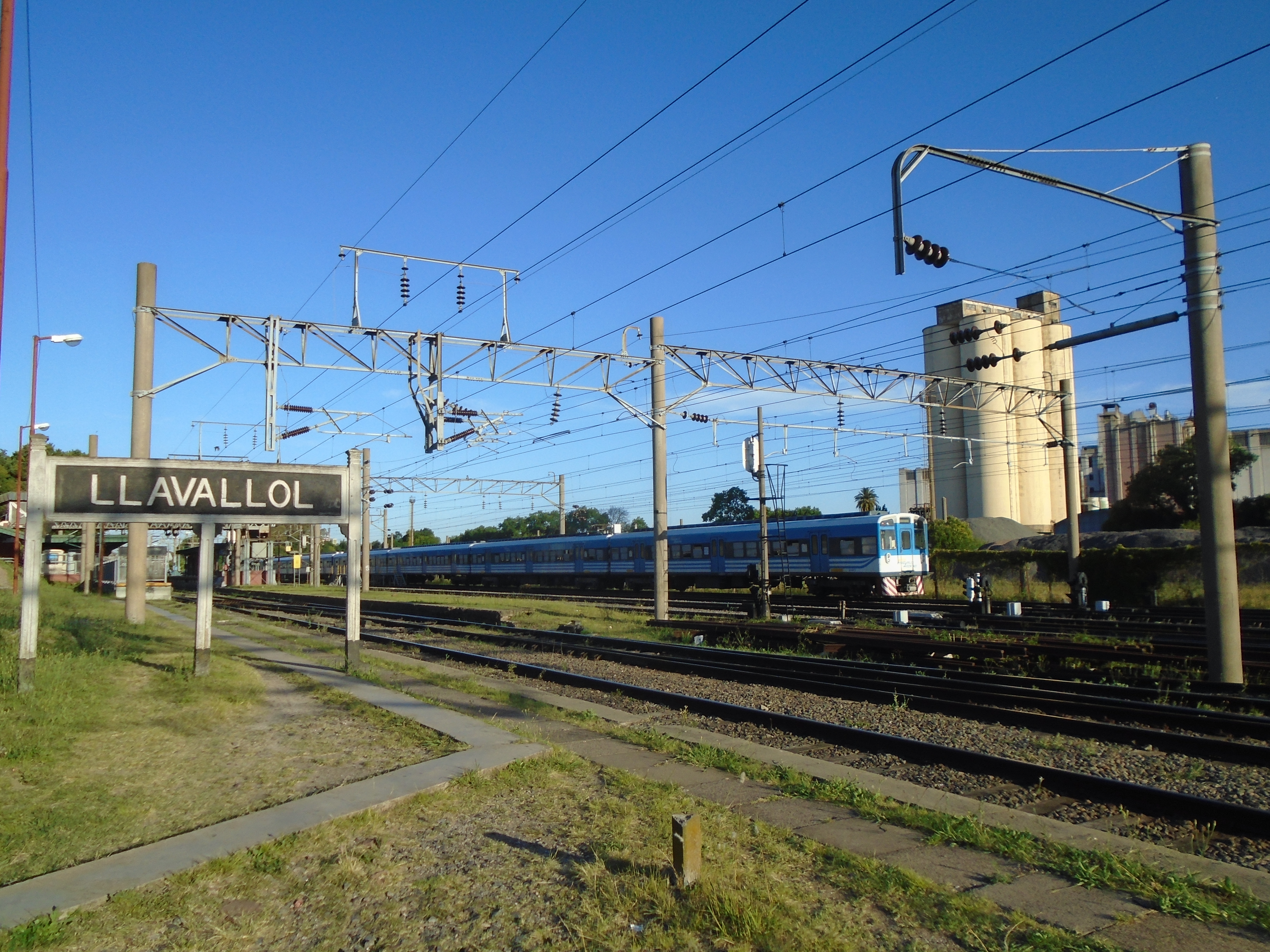
Estación Llavallol del Ferrocarril Roca.

### La colonia
En 1820 el presidente de la Legislatura don Ildefonso Ramos Mejía y Ross nieto de Guillermo Ross y Munro (que fue el primer inmigrante escocés del Río de la Plata) es nombrado gobernador y capitán general y luego de ese cargo Ramos Mejía Ross vuelve a ser varias veces presidente de la Legislatura (Cabildo) así habiendo un nieto de escocés en la presidencia del Cabildo es que: En 1825, Juana Avellaneda ―heredera de Gaspar de Avellaneda―, vende a don Manuel Antonio de Arrotea tierras al norte y al sur del camino real (hoy Av. Antártida Argentina). Por ese entonces también los hermanos Robertson eran dueños de la zona de Santa Catalina, y es Guillermo Robertson quien propone al gobernador de ese entonces, Martín Rodríguez, en virtud de una ley de inmigración llamada Ley de Enfiteusis, traer súbditos británicos para formar una colonia en estas tierras, ya que la citada ley lo permitía para radicarse en el sur de Buenos Aires. Las tierras se cedían con el otorgamiento de medios económicos para que se desarrollasen, libertad de culto, educación asegurada y armas para la defensa.
Bernardino Rivadavia, ministro de Gobierno, aceptó el memorial propuesto en 1824, por lo que Robertson inicia en Londres las gestiones para convocar en Edimburgo familias escocesas de granjas situadas a orillas de los ríos Doon y Nith.
El primer contingente de escoceses partió de Leith en mayo de 1825. Eran 43 matrimonios con 78 niños y además 14 mujeres y 42 hombres solteros. Entre ellos había médicos, agrimensores, constructores, arquitectos y artesanos, además de agricultores y ganaderos. Llegaron a Buenos Aires en agosto de 1825.
En ese tiempo, en Buenos Aires la situación política era sumamente inestable, por lo que las promesas de Rivadavia no se pudieron cumplir.
Ante ello los hermanos Parish Robertson, que ya poseían la granja de Santa Catalina, los restos del casco principal se ubican en la hoy intersección de las avenidas Garibaldi y Santa Catalina, llevaron a esas tierras a los inmigrantes. Al comienzo se tuvieron que instalar en carpas mientras construían sus viviendas de ladrillos y argamasa, los cuales eran preparados por ellos mismos.
El arquitecto Adams, inmigrante también, dirigió las obras que incluían una capilla presbiteriana-calvinista, que fue la primera de ese culto establecida en el país.
Al comienzo la colonia se desarrolló con entusiasmo y con buenos resultados con el uso de nuevas técnicas agrícolas y ganaderas, habiendo obtenido dos buenas cosechas de trigo en los años 1826 y 1828.
Los colonos mejoraron la ganadería al cruzar el ganado traído de Europa, y también se dedicaron a la elaboración de quesos y manteca que se comercializaban luego en Buenos Aires.
Pero la crisis económica del año 1829, además de las luchas internas del país y la guerra con el Brasil, fueron deteriorando el funcionamiento de la colonia que no tenía apoyo del gobierno. Quebrados económicamente, la mayoría de los escoceses que no eran dueños de la tierra, se fueron provincia adentro en busca de mejores posibilidades.
Guillermo Taylien adquirió las tierras de los Robertson e instaló, en 1832, la primera cabaña de reproductores ovinos del país con ejemplares venidos del Reino Unido. Las tierras de la zona de Monte Grande pasaron a ser propiedad de Tomás Fair, hasta que se fundó el pueblo de ese nombre en 1889.
En 1851 las tierras de Santa Catalina pasan a ser propiedad del irlandés Patricio Bookey, quien una vez radicado, tuvo amplia participación en la creación del partido de Lomas en 1861.
Motivos económicos, ya que falló la explotación de la granja, lo llevaron a la quiebra en 1867. Al año siguiente (1868) la Sociedad Rural Argentina eligió el espacio de Santa Catalina para la creación del Instituto Agrícola, que fue una avanzada en la práctica de la agricultura y alguna proyección hacia la ganadería.
En 1870, la totalidad de la granja, con las edificaciones y plantaciones, pasaron a manos del Fisco de la Provincia de Buenos Aires.
En 1871, debido a la epidemia de cólera, Santa Catalina fue refugio transitorio de los asilados de la Casa Cuna y de las Huérfanas del Colegio La Merced.
En 1872 se pone en marcha la Escuela Práctica de Agricultura que dio paso al primer Instituto Agronómico y Veterinario de la Argentina. Y además, ese mismo año, se habilitó el primer tranvía del partido, y el segundo del país.
El 6 de agosto de 1883 Dardo Rocha crea el Instituto Superior de Agronomía y Veterinaria de Argentina. Por tal motivo, ese día, se conmemora el Día de la Agricultura y Veterinaria.
En 1885 funcionó aquí la Colonia Correccional de Menores, a quienes se les impartían enseñanzas de agricultura y ganadería.
Hacia 1885, paralelamente a la acción educativa, funcionó en el predio de Santa Catalina, el Regimiento 7.º de Caballería hasta 1926, en que se trasladó a General Roca, en la provincia de Río Negro.
Ese mismo año 1885 se inauguró el ramal ferroviario a Cañuelas, y Santa Catalina se la llamó la Primera Estación. El 30 de agosto de 1885 se le impuso el nombre de Felipe Llavallol a dicha estación ferroviaria.
La estación del ferrocarril y la ciudad de Llavallol toman su nombre en homenaje a Felipe Llavallol (1802-1874), político de una familia adinerada, que ejerció la gobernación de Buenos Aires desde la Batalla de Cepeda (de 1859) hasta el 3 de mayo de 1860.
Al año siguiente (1886), se inaugura la segunda y actual estación Santa Catalina.
El 5 de junio de 1888, a las 3.20 cimbronazo por el terremoto del Río de la Plata de 1888.
En 1889 el Instituto Agronómico se traslada a la ciudad de La Plata, y en su lugar, se instala la Escuela de Agricultura y Ganadería, cuyo ciclo se extendería hasta 1928.
En 1890 se inauguró la actual Estación Llavallol.
En 1897 se inauguró el Cementerio de los Disidentes.
En 1902, el intendente de Lomas de Zamora establece a Llavallol como «ciudad industrial».
En 1904 se funda el Colegio Euskal Echea, establecimiento educativo privado.
En 1908 inicia su producción la cervecería Bieckert.
En 1909 se realiza el primer loteo y se crea la Escuela n.º 31.
En 1918 se fundan la Asociación Sportiva y de Fomento, la primera biblioteca, el primer equipo de fútbol y el correo, también se edita el primer mensuario del pueblo, llamado La Verdad.
En 1924 llega el autobús con la Empresa de Ómnibus Lomas.
En 1925 se instalan las primeras líneas de electricidad, y se habilita el telégrafo. 
Entre el 5 y el 8 de abril de 1925 (no hay acuerdo), el físico alemán Albert Einstein (1879-1955), cuatro años después de haber ganado su Premio Nobel, pasa sus vacaciones en Llavallol, como descanso dentro de una gira sudamericana, en una chacra ubicada en la calle Moldes y Néstor de la Peña. El dueño de la quinta era Bruno Wasserman, un empresario del rubro papelero que ofició de anfitrión, no sólo con su casona de descanso en Llavallol sino también con la mansión de Belgrano donde Einstein haría base durante su gira porteña.
En 1927 se instalaron los primeros aparatos telefónicos.
En 1928 se creó el Instituto Fitotécnico Santa Catalina dependiente de la Universidad Nacional de La Plata, destinado al estudio genético aplicado a la agricultura.
En 1932, Llavallol comienza a diagramar su panorama industrial. Se instala la empresa de neumáticos Firestone.
Desde 1936 hasta 1960 se instalan las siguientes fábricas:
- ANILSUD
- Canale
- Cerámica del Plata
- CHASSA
- Colgate-Palmolive
- Compañía Química
- DELTER
- FERBA
- Flora DÁNICA S.A.
- Fortalit
- FYMBA y
- Pilkington (VASA)
- Dánica
- Firestone

En 1962 se crea el Registro Civil. Santa Catalina es declarada por el Decreto 877/61 del Poder Ejecutivo Nacional, Lugar Histórico y Monumento Nacional, en mérito a su historia excepcional, por su exquisita naturaleza, sus singulares edificios de estilo escocés y su Aula Magna.
En 1944 se inaugura la Parroquia en honor de San Francisco de Asís, patrono del pueblo.

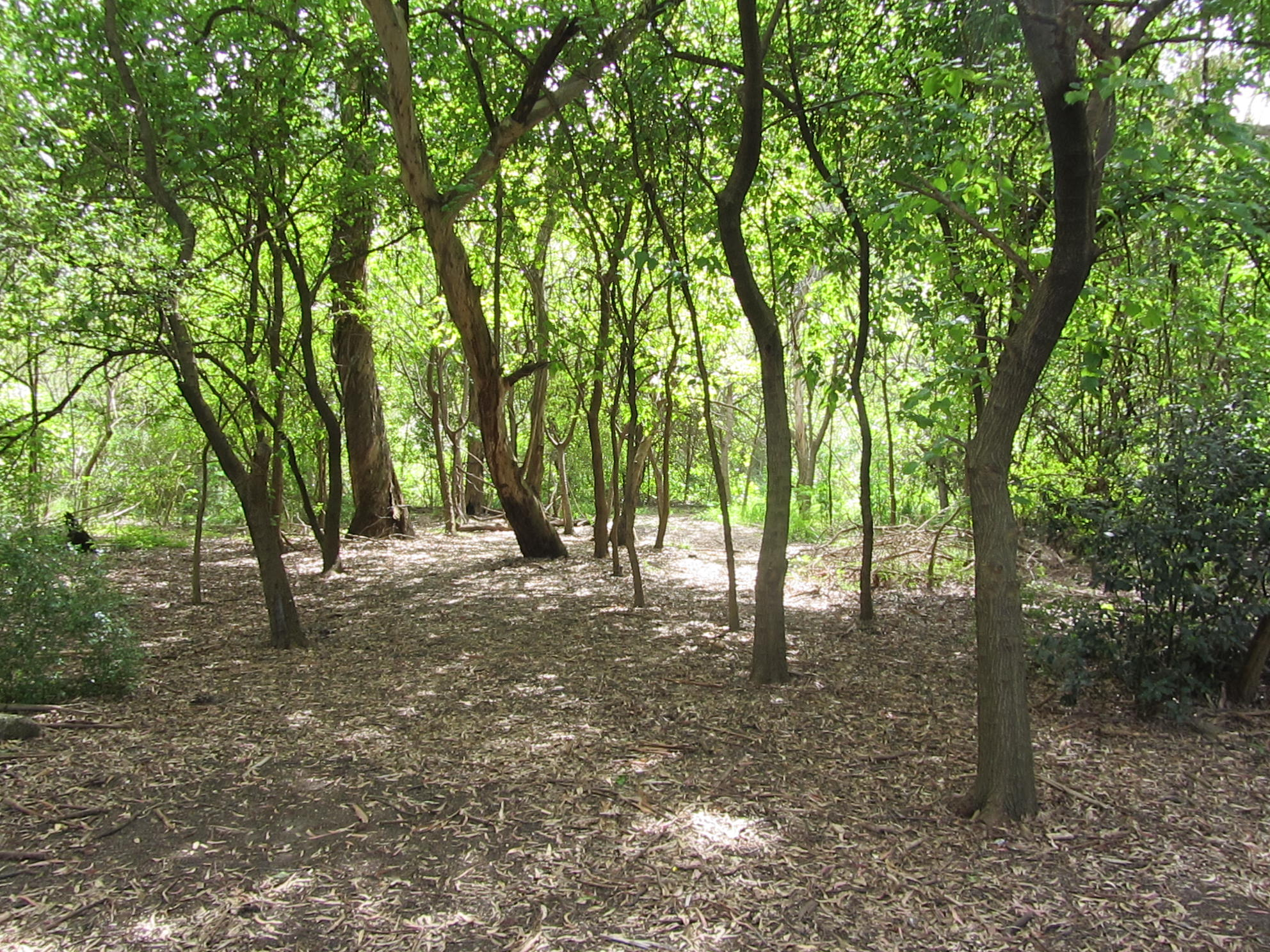
Reserva Natural Municipal Santa Catalina

## El bosque
La forestación ―que aún hoy se puede disfrutar― estuvo a cargo del botánico Juan Tweedie, quien renovó y mejoró las antiguas plantas de durazno y frutales, realizando plantaciones de diversas especies traídas de Escocia, donde se destacaban los olmos. Estas plantaciones constituirían el primer bosque cultivado del país.

## Geografía

### Población
La población de Llavallol actual supera los 44.000 habitantes. Es conocido regionalmente como "la ciudad de las cinco eles" debido a la particular característica de su nombre.

## Llavallolenses
- Claudio O'Connor (n. 1963): cantante de heavy metal, de las bandas MARK 1, Hermética, O'Connor y Malón; nombrado ciudadano ilustre de Llavallol en 2009.
- Eduardo Santoro, primera voz del dúo folclórico Los Comechingones; nombrado ciudadano ilustre de Llavallol en 2009.
- Dr. Jorge Melber, fundador de la Clínica Melber de Llavallol; ciudadano ilustre de la ciudad.
- Dr. Manuel Raúl García, ciudadano ilustre de la ciudad.
- Atilio Pozzobón (n. 1938, fallecido 2020), actor de cine, teatro y televisión, humorista, relator deportivo y comentarista periodístico.
- Luis Eduardo Suárez, jugador de fútbol, jugó en Banfield e Independiente, hizo el gol del triunfo en los últimos minutos del partido en la Copa de Campeones de América 1964 (Independiente de Argentina contra Santos de Brasil). Vivió con su familia en la calle Mansilla durante la década del 60 y 70.
- José Augusto da Fonseca, concejal de la UCR en el partido de Esteban Echeverría durante la presidencia del Dr. Arturo Illia.
- Walter Darío García, excombatiente de Malvinas, actual presidente de la Comisión de Enlace de Veteranos de Guerra de Lomas de Zamora. Fue nombrado ciudadano ilustre de la ciudad de Llavallol.
- Federico Guillermo Cepparro, diputado provincial entre 1948 y 1952, presidente fundador del Hospital Llavallol, fundador del Sindicato de Obreros Cerveceros de Bieckert, creador del Cuerpo de Bomberos de Llavallol (cuyo edificio actualmente lleva su nombre).
- Eliana Belén Pantano, orfebre creadora de la réplica de la copa del mundo levantada por Messi para consagrar el tricampeonato en Catar 2022.

## Colectividades en Llavallol
Existen numerosas colectividades presentes en Llavallol, entre ellas la española, la italiana, la vasca y fundamentalmente en el sector sur de la ciudad, en el llamado Barrio de los Polacos (comprendido entre la avenida Antártida Argentina, el Camino de Cintura, la calle Polonia y la calle Pobladora) donde viven numerosas personas de origen ruso, lituano, polaco, ucraniano, alemán, checos, croatas, serbios, bielorrusos y también algunos italianos y españoles. Muestras de estas colectividades son el Dom Polski (club polaco), el club ruso Dnipro y el club ucraniano Prosvita, entre otros.

## Barrios
- Santa Catalina oeste
- Barrio Alto Verde.
- Barrio de la Estación.
- Barrio Santa Catalina.
- Barrio Los Polacos (actualmente está poblado por fábricas y negocios).
- Barrio los Pinos.
- Barrio los Campanarios.
- El Arroyo.
- El Laberinto.
- Barrio Enz.
- Barrio fachense (nombrado así por el ciudadano ilustre Lucas "el facha" Bitelmajer).

## Parroquias de la Iglesia católica en Llavallol
| Diócesis           | Lomas de Zamora                            |
| ------------------ | ------------------------------------------ |
| Parroquia          | San Francisco de Asís                      |
| Eparquía ucraniana | Santa María del Patrocinio en Buenos Aires |
| Parroquia          | Espíritu Santo                             |